# Турска на Европском првенству у атлетици у дворани 2015.
Турска је учествовала на 33. Европском првенству у дворани 2015 одржаном у Прагу, Чешка, од 5. до 8. марта.  Ово је било двадесет осмо Европско првенство у атлетици у дворани од његовог оснивања 1970. године на којем је Турска учествовала. Репрезентацију турске представљало је 10 спортиста, (6 мушкарца и 4 жене) који су се такмичили у 6 дисциплина (3 мушке и 3 женске).
На овом првенству Турска била је десета по броју освојених медаља са две медаље од којих су једна златна и једна сребрна. Обе медаље су освојене у мушкој конкуренцији, где је Турска делила шесто место са Белгијом и Русијом. У табели успешности према броју и пласману такмичара који су учествовали у финалним такмичењима (првих 8 такмичара) Турска је са три такмичара заузела 18. место са 17 бодова,, од 33 земље које су имале представнике у финалу. Укупно је учествовало 49 земаља.
| Пл. | Земља  | 1. место | 2. место | 3. место | 4. место | 5. место | 6. место | 7. место | 8. место | Бр. фин. Бод. |
| --- | ------ | -------- | -------- | -------- | -------- | -------- | -------- | -------- | -------- | ------------- |
| 18. | Турска | 1 - 8    | 1 - 7    | –        | –        | –        | –        | 1 - 2    | –        | 3 - 17        |

Представници Турске су оборили 1 рекорд европских првенстава, 1 национални рекорд и 1 најбољи лични резултат сезоне.

## Учесници
| Дисциплина | Спортисти                           | Спортисти                |
| Дисциплина | Мушкарци                            | Жене                     |
| ---------- | ----------------------------------- | ------------------------ |
| 60 м       |                                     | Нимет Каракуш Сибел Аган |
| 400 м      | Јавуз Џан Мехмет Гузел              |                          |
| 1.500 м    | Илхам Тануи Озбилен Рамазан Оздемир |                          |
| 3.000 м    | Али Каја Халил Акаш                 | Озлем Каја               |

| Дисциплина | Спортисти | Спортисти       |
| Дисциплина | Мушкарци  | Жене            |
| ---------- | --------- | --------------- |
| Скок удаљ  |           | Карин Меј Мелис |

## Освајачи медаља (2)

### Злато (1)
- Али Каја, 3.000 м

### Сребро (1)
- Илхам Тануи Озбилен, 1.500 м

## Резултати

### Мушкарци
| Атлетичар           | Дисциплина | Лични рекорд | Квалификације | Квалификације | Полуфинале           | Полуфинале           | Финале               | Финале        | Детаљи |
| Атлетичар           | Дисциплина | Лични рекорд | Резултат      | Место         | Резултат             | Место                | Резултат             | Место         | Детаљи |
| ------------------- | ---------- | ------------ | ------------- | ------------- | -------------------- | -------------------- | -------------------- | ------------- | ------ |
| Јавуз Џан           | 400 м      | 46,87        | 47,47         | 1. у гр. 2 КВ | 47,81                | 4. у пф. 3           | Није се квалификовао | 13. / 30 (33) |        |
| Мехмет Гузел        | 400 м      | 47,67        | 48,55         | 4. у гр. 3    | Није се квалификовао | Није се квалификовао | Није се квалификовао | 28. / 30 (33) |        |
| Илхам Тануи Озбилен | 1.500 м    | 3:34,76 НР   | 3:42,23       | 2 у гр. 2 КВ  |                      |                      | 3:37,74 ЛРС          |               |        |
| Рамазан Оздемир     | 1.500 м    | 3:44,35      | 3:59,54       | 7 у гр. 3     | Није се квалификовао | 28 / 28              |                      |               |        |
| Али Каја            | 3.000 м    | 7:43,61      | 7:45,65       | 1. у гр. 2 КВ | 7:38,42 НР, РЕП      |                      |                      |               |        |
| Халил Акаш          | 3.000 м    | 7:45,74      | 7:53,11       | 6. у гр. 1    | Није се квалификовао | 14 / 25              |                      |               |        |

### Жене
| Атлетичарка     | Дисциплина | Лични рекорд | Квалификације | Квалификације | Полуфинале            | Полуфинале            | Финале                | Финале        | Детаљи |
| Атлетичарка     | Дисциплина | Лични рекорд | Резултат      | Место         | Резултат              | Место                 | Резултат              | Место         | Детаљи |
| --------------- | ---------- | ------------ | ------------- | ------------- | --------------------- | --------------------- | --------------------- | ------------- | ------ |
| Нимет Каракуш   | 60 м       | 7,50         | 7,60          | 7. у гр. 4    | Није се квалификовала | Није се квалификовала | Није се квалификовала | 33. / 37 (38) |        |
| Сибел Аган      | 60 м       | 7,59         | 7,66          | 7. у гр. 5    | Није се квалификовала | Није се квалификовала | Није се квалификовала | 34. / 37 (38) |        |
| Озлем Каја      | 3.000 м    | 9:04,41      | 9:14,35       | 6. у гр. 2    |                       |                       | Није се квалификовала | 15. /18 (19)  |        |
| Карин Меј Мелис | скок удаљ  | 6,66 НР      | 6,57          | 7 кв          |                       |                       | 6,57                  | 7 / 22        |        |